# Charlotte van Hessen-Kassel

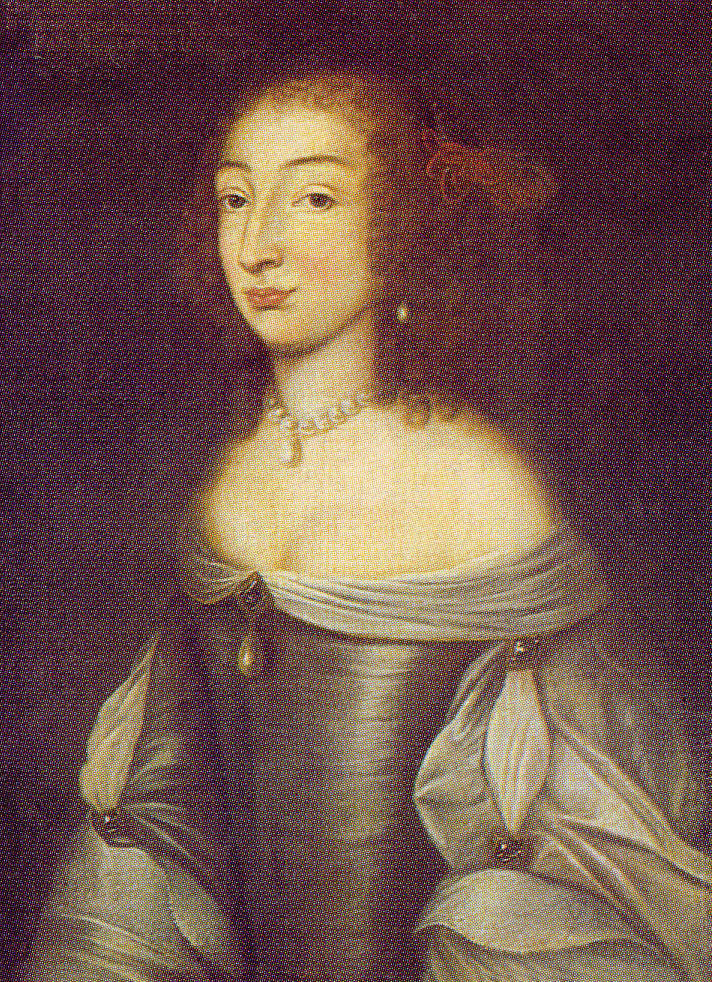
Charlotte van Hessen-Kassel, rond 1650

Charlotte van Hessen-Kassel (Kassel, 20 november 1627 — Heidelberg, 16 maart 1686) was de echtgenote van keurvorst Karel I Lodewijk van de Palts.

## Biografie
Haar ouders waren landgraaf Willem V van Hessen-Kassel en Amalia Elisabeth van Hanau-Münzenberg.
Op 22 februari 1650 trouwde ze in Kassel met Karel Lodewijk, de zoon en opvolger van de "Winterkoning" Frederik V van de Palts, die slechts een paar jaar eerder zijn keurvorstendom terug had gekregen door de Vrede van Westfalen.
Charlotte mocht haar tien jaar oudere bruidegom niet, maar had toegegeven onder druk van haar moeder. Karel Lodewijk voelde zich fysiek aangetrokken door de mooie prinses, ondanks haar moeilijk karakter en haar gebrek aan manieren. Het echtpaar ging wonen op het befaamde kasteel van Heidelberg.
De verhouding raakte gespannen na de voortijdige geboorte van een derde kind, dat meteen daarna overleed. De keurvorst verweet zijn echtgenote zich tijdens haar zwangerschap onvoorzichtig te hebben gedragen. Charlotte wilde na drie zwangerschappen in evenveel jaren het bed niet meer met haar man delen. De volgende jaren kwam het regelmatig tot incidenten tussen het paar, waarbij de keurvorst haar tijdens een diner zelfs een slag in het gezicht gaf.
Intussen voelde Karel Lodewijk zich meer en meer aangetrokken tot barones Luise von Degenfeld, een hofdame van Charlotte. Luise had een veel aangenamer karakter en was zeer gecultiveerd. Zij wilde echter niet zomaar een maîtresse zijn en drong aan op een huwelijk.
Charlotte raakte snel op de hoogte van de relatie, wat de spanning aan het hof in Heidelberg nog deed toenemen. In maart 1657 barstte de bom toen ze in Luises persoonlijke bezittingen een huwelijksbelofte van haar man vond, en een massa juwelen die hij haar cadeau had gedaan. Ze werd nu volkomen onhandelbaar.
Kort daarop verstootte de keurvorst zijn gemalin. Als absoluut heerser en hoofd van de protestantse kerk in de Palts achtte hij zich gerechtigd het huwelijk eenzijdig te verbreken. Het jaar daarop huwde hij morganatisch met Luise.
Charlotte mocht aan het hof van Heidelberg blijven, maar raakte steeds meer geïsoleerd. Haar kinderen kwamen onder de hoede van Sophia, de zuster van Karel Lodewijk, die met de latere keurvorst van Hannover was getrouwd. Volgens Sophia deed ze een poging tot zelfmoord.
Charlotte probeerde tevergeefs haar dynastieke banden te gebruiken om haar man onder druk te zetten haar opnieuw als echtgenote te erkennen. In 1663 gaf ze het op en ging ze opnieuw bij haar familie in Kassel wonen. Na de dood van Karel Lodewijk in 1680 keerde ze naar Heidelberg terug, waar haar zoon de nieuwe keurvorst was geworden. De kreeg het nog voor elkaar dat het stoffelijk overschot van de in 1677 gestorven Luise werd weggehaald uit de keurvorstelijke crypte.
Sophia van Hannover beweerde dat wanneer Charlotte na haar dood gekleed zou zijn voor haar begrafenis, 'dit de eerste keer zou worden dat ze gekleed was en niemand aan zou vallen of slaan'.

## Kinderen
| Naam                             | Geboortedatum | Gestorven       | Aantekeningen                                                                                                |
| -------------------------------- | ------------- | --------------- | --- |
| Karel II van de Palts            | 31 maart 1651 | 26 mei 1685     | Opvolger als keurvorst van de Palts Trouwde in 1671 met Wilhelmina Ernestina van Denemarken; geen nageslacht |
| Elisabeth Charlotte van de Palts | 27 mei 1652   | 8 december 1722 | Trouwde in 1671 met Filips van Orléans                                                                       |
| Frederik van de Palts            | 12 mei 1653   | 13 mei 1653     | |

## Voorouders
| Voorouders van Charlotte van Hessen-Kassel | Voorouders van Charlotte van Hessen-Kassel                                                      | Voorouders van Charlotte van Hessen-Kassel                                                      | Voorouders van Charlotte van Hessen-Kassel                                                      | Voorouders van Charlotte van Hessen-Kassel                                                      | Voorouders van Charlotte van Hessen-Kassel                                                            | Voorouders van Charlotte van Hessen-Kassel                                                            | Voorouders van Charlotte van Hessen-Kassel                                                          | Voorouders van Charlotte van Hessen-Kassel                                                          |
| ------------------------------------------ | ----------------------------------------------------------------------------------------------- | ----------------------------------------------------------------------------------------------- | ----------------------------------------------------------------------------------------------- | ----------------------------------------------------------------------------------------------- | --- | --- | --------------------------------------------------------------------------------------------------- | --------------------------------------------------------------------------------------------------- |
| Overgrootouders                            | Willem IV van Hessen-Kassel (1532-1592) ∞ Sabina van Württemberg (1549-1581)                    | Willem IV van Hessen-Kassel (1532-1592) ∞ Sabina van Württemberg (1549-1581)                    | Johan George van Solms-Laubach (1546-1600) ∞ 1589 ? (-)                                         | Johan George van Solms-Laubach (1546-1600) ∞ 1589 ? (-)                                         | Filips Lodewijk I van Hanau-Münzenberg (1553-1580) ∞ 1593 Magdalena van Waldeck-Wildungen (1558–1599) | Filips Lodewijk I van Hanau-Münzenberg (1553-1580) ∞ 1593 Magdalena van Waldeck-Wildungen (1558–1599) | Willem van Oranje (1533-1584) ∞ 1596 Charlotte van Bourbon (1575–1582)                              | Willem van Oranje (1533-1584) ∞ 1596 Charlotte van Bourbon (1575–1582)                              |
| Grootouders                                | Maurits van Hessen-Kassel (1572-1632) ∞ 1593 Agnes van Solms-Laubach (1578-1602),               | Maurits van Hessen-Kassel (1572-1632) ∞ 1593 Agnes van Solms-Laubach (1578-1602),               | Maurits van Hessen-Kassel (1572-1632) ∞ 1593 Agnes van Solms-Laubach (1578-1602),               | Maurits van Hessen-Kassel (1572-1632) ∞ 1593 Agnes van Solms-Laubach (1578-1602),               | Filips Lodewijk II van Hanau-Münzenberg (1576-1612) ∞ 1596 Catharina Belgica van Nassau (1578-1648)   | Filips Lodewijk II van Hanau-Münzenberg (1576-1612) ∞ 1596 Catharina Belgica van Nassau (1578-1648)   | Filips Lodewijk II van Hanau-Münzenberg (1576-1612) ∞ 1596 Catharina Belgica van Nassau (1578-1648) | Filips Lodewijk II van Hanau-Münzenberg (1576-1612) ∞ 1596 Catharina Belgica van Nassau (1578-1648) |
| Ouders                                     | Willem V van Hessen-Kassel (1602-1637) ∞ 1650 Amalia Elisabeth van Hanau-Münzenberg (1602-1651) | Willem V van Hessen-Kassel (1602-1637) ∞ 1650 Amalia Elisabeth van Hanau-Münzenberg (1602-1651) | Willem V van Hessen-Kassel (1602-1637) ∞ 1650 Amalia Elisabeth van Hanau-Münzenberg (1602-1651) | Willem V van Hessen-Kassel (1602-1637) ∞ 1650 Amalia Elisabeth van Hanau-Münzenberg (1602-1651) | Willem V van Hessen-Kassel (1602-1637) ∞ 1650 Amalia Elisabeth van Hanau-Münzenberg (1602-1651)       | Willem V van Hessen-Kassel (1602-1637) ∞ 1650 Amalia Elisabeth van Hanau-Münzenberg (1602-1651)       | Willem V van Hessen-Kassel (1602-1637) ∞ 1650 Amalia Elisabeth van Hanau-Münzenberg (1602-1651)     | Willem V van Hessen-Kassel (1602-1637) ∞ 1650 Amalia Elisabeth van Hanau-Münzenberg (1602-1651)     |
| Charlotte van Hessen-Kassel (1627-1686)    |                                                                                                 |                                                                                                 |                                                                                                 |                                                                                                 | | | | |